# 환생 (1991년 영화)
《환생》(영어: Dead Again)은 영국과 미국에서 제작된 케네스 브래나 감독의 1991년 네오누아르 미스터리 스릴러 영화이다. 브래나, 에마 톰프슨, 앤디 가르시아 등이 출연하였고, 린지 도런 등이 제작에 참여하였다.
박스 오피스에서 어느 정도 성공을 거두었으며, 다수의 평론가들로부터 긍정적인 평을 받았다.

## 줄거리
신문들은 1948년에 강도 사건 중 칼에 찔려 살해당한 마거릿 스트라우스의 죽음을 상세히 보도하며, 그녀의 발찌가 사라졌다고 전한다. 그녀의 남편인 작곡가 로먼 스트라우스가 유죄 판결을 받고, 사형이 선고된다. 처형 전 기자 그레이 베이커가 로먼을 방문해 마거릿을 실제로 죽였는지 여부를 묻자 로먼은 베이커의 귀에 무언가를 속삭이는 듯 보인다. 베이커는 로먼의 답변 내용을 공개하지 않는다.
43년 후 사립 탐정 마이크 처치는 자신이 자란 고아원에 나타난 한 여성의 신원을 조사한다. 그녀는 기억 상실에 걸렸고, 말을 할 수 없으며, 악몽을 꾼다. 마이크는 그녀를 데려오고, 친구 피트에게 그녀의 사진과 연락처 정보를 게시해 달라고 부탁한다. 골동품 상인이자 최면술사인 프랭클린 매드슨이 마이크에게 접근하여 최면이 그녀의 기억을 되찾는 데 도움이 될 수 있다고 제안한다.
최면 치료가 실패하자 매드슨은 전생 퇴행을 시도해 보자고 권유한다. 마이크는 회의적이지만, 여성은 3인칭 시점에서 마거릿과 로먼 삶을 상세히 설명한다. 치료가 끝나자 그녀는 말을 할 수 있게 되지만 여전히 기억 상실 상태이다. 한편 마이크와 이 여성은 각각 로먼, 마거릿과 놀라울 정도로 닮아 있다. 마이크는 임시로 이 여성에게 “그레이스”라는 별칭을 붙이고, 그녀와 사랑에 빠진다. 더그라는 남자가 나타나 그녀가 자신의 약혼녀인 캐서린이라고 주장하지만, 마이크는 그가 거짓말을 하고 있다는 것을 알아내고 그를 쫓아낸다.
최면에 걸린 그레이스는 로먼이 창작자의 폐색을 겪었고 원래 부유했으나 결국 파산했다는 것을 기억해 낸다. 로먼은 마거릿이 베이커와 시시덕거리고 있다고 믿었고, 마거릿은 자신이 그에게만 충실하다는 것을 납득시키지 못했다. 한편 마거릿은 가정부 잉가의 아들 프랭키가 자신의 보석함을 뒤지는 것을 발견하고 로먼에게 잉가를 해고해 달라고 요청했지만, 로먼은 잉가가 나치 독일로부터 자신의 생명을 구했다고 말하며 거절하였다.
그레이스는 전생 퇴행 중 의식이 현생으로 넘어오는 시점에서 전생과 현생이 섞이면서 마거릿의 침실 위에서 마이크가 가위를 들고 마거릿 위에 서 있는 모습을 보고 깨어난다. 그레이스는 마이크가 자신을 죽일 거라고 확신하며 공포에 떤다. 마이크는 자신은 그녀를 절대 해치지 않을 거라고 주장하지만, 실수로 그녀를 마거릿이라고 부른 뒤 매드슨이 주관하는 전생 퇴행에 동의한다. 퇴행 동안 그는 실제로는 자신이 마거릿이었고 그레이스는 로먼이었다는 것을 깨닫지만, 매드슨이나 그레이스에게 이를 밝히지 못한다.
피트는 마이크에게 그레이스가 예술가 어맨다 샤프임을 확인했다고 말한다. 그녀는 강도를 당하면서 기억을 잃은 것으로 밝혀진다. 여전히 마이크를 두려워하는 어맨다(그레이스)는 피트, 매드슨과 함께 자신의 아파트로 간다. 그녀의 작품들은 유독 가위에 초점을 맞추고 있다. 매드슨은 어맨다에게 마이크로부터 몸을 지킬 호신용 총을 준다. 마이크는 요양원에 있는 그레이 베이커를 방문하여 로먼의 비밀에 대해 묻는다. 베이커는 자신이 질문을 한 후 로먼이 가까이 몸을 숙였을 때 그가 자신에게 아무 말도 하지 않았고 대신 키스를 했다고 주장한다. 베이커는 로먼이 마거릿을 죽이지 않았다고 자신하며, 마이크에게 진상을 알고 있을 잉가를 찾아보라고 충고한다. 베이커가 후에 잉가와 프랭키가 골동품 가게를 차렸다고 진술하자 마이크는 프랭클린 매드슨이 사실 프랭키라는 것을 깨닫는다.
마이크는 매드슨의 가게에 침입하여 잉가를 심문한다. 그녀는 1948년 로먼에게 사랑을 고백했지만 그가 자신을 거부했다고 밝힌다. 프랭키는 잉가의 불행한 처지를 마거릿 탓으로 돌리고, 가위로 그녀를 죽인 뒤 발찌를 훔쳤으며, 이후 로먼이 마거릿의 피로 뒤덮인 채 살인 도구인 가위를 들고 있는 모습으로 발견되었다. 로먼의 처형 후 잉가는 프랭키를 런던으로 데려갔고, 그곳에서 프랭키는 최면 치료와 전생 퇴행에 대해 배웠다. 로스앤젤레스로 돌아온 후 프랭키는 마거릿의 영혼이 복수할 것이라고 예상했으며, 신문에서 어맨다의 사진을 보고 그녀가 환생했음을 직감했다. 그는 자신이 어맨다를 죽일 기회를 엿보는 동안 어맨다와 마이크를 헤어지게 만들고 어맨다의 주의를 분산시키기 위해 배우인 더그를 고용했던 것이다. 잉가는 마거릿의 죽음을 유발한 자신의 책임을 사과하고, 마이크에게 발찌를 준다. 마이크가 어맨다를 찾으러 떠난 후 프랭키(매드슨)는 베개로 잉가를 질식시킨다.
마이크는 어맨다에게 진실을 말하려고 하지만 겁에 질린 어맨다는 마이크를 쏜다. 매드슨이 도착하여 자신이 프랭키임을 밝힌다. 그는 어맨다가 마이크를 죽인 것처럼 보이게 하려고 자신이 마거릿을 죽이는 데 사용했던 가위를 마이크의 손에 쥐어 준다. 정신을 차린 마이크는 가위로 매드슨의 다리를 찌르고, 피트가 도착하여 상황을 오해하고 마이크에게 덤벼든다. 매드슨은 권총을 향해 손을 뻗지만 어맨다가 가위로 그의 등을 찌른다. 분노한 매드슨이 마이크에게 뛰어들자 마이크는 그가 착지할 자리에 어맨다의 가위 조각상을 위치시켜 매드슨의 몸이 꿰뚫리게 만든다.
영화를 마무리하는 몽타주는 행복했던 시절의 마거릿과 로먼의 이미지 위에 마이크와 어맨다가 포옹하는 모습을 겹쳐 보여준다.

## 출연진
- 케네스 브래나 - 마이크 처치/로먼 스트라우스(로만 슈트라우스) 역
- 에마 톰프슨 - 그레이스/어맨다 샤프/마거릿 스트라우스 역
- 앤디 가르시아 - 그레이 베이커 역
- 데릭 재커비 - 프랭클린 매드슨 역
- 웨인 나이트 - “피콜로” 피트 역
- 로빈 윌리엄스 - 코지 칼라일 의사 역
- 하나 쉬굴라 - 잉가 역
- 캠벨 스콧 - 더그 역
- 조 앤더슨 - 매들린 수녀/가면 파티 손님 역
- 로이스 홀 - 콘스턴스 수녀 역
- 리처드 이스턴 - 티머시 신부 역
- 크리스틴 에버솔 - 리디아 라슨 역
- 레이먼드 크루즈 - 슈퍼마켓 점원 역
- 미리엄 마걸리스 - 가게의 최면 대상 역 (크레디트 미기재)

## 기타 제작진
- 공동 제작: 데니스 펠드먼
- 배역: 게일 레빈
- 미술: 팀 하비
- 의상: 필리스 돌턴

## 우리말 녹음
MBC 성우진 (2005년 10월 14일)
- 신성호 - 마이크/로먼 (케네스 브래나)
- 최성우 - 그레이스/마거릿 (에마 톰프슨)
- 김용식 - 매드슨 (데릭 재커비)
- 최원형 - 베이커 (앤디 가르시아)
- 이철용 - 코지 (로빈 윌리엄스)
- 이상범 - 피트 (웨인 나이트)
- 장성호 - 더그 (캠벨 스콧)
- 정희선 - 잉가 (하나 쉬굴라)
- 조현정
- 양준건
- 유상우
- 한경화